# Museo nazionale Giuseppe Verdi
Il Museo nazionale Giuseppe Verdi si trova a Busseto, in provincia di Parma, ed è ospitato nelle sale della rinascimentale Villa Pallavicino.

## Storia
È stato inaugurato il 10 ottobre 2009 nel giorno del 196º anniversario della nascita di Giuseppe Verdi e propone un percorso storico basato sulle 27 opere del compositore che ebbe i natali a Busseto e che dominò, con i suoi lavori, la scena dell'opera lirica del XIX secolo.
In vista delle celebrazioni del 2013, del bicentenario della nascita di Giuseppe Verdi, il complesso di Villa Pallavicino fu integrato con una serie di funzioni, che fecero del museo un centro multidisciplinare per l'ascolto, l'apprendimento e la conoscenza dell'uomo, delle opere e del mito verdiano, attraverso il supporto multimediale della mediateca di Verdi e gli spazi didattici per scuole, studenti di conservatorio e musicofili.

## Percorso espositivo
Le 27 opere di Verdi sono rappresentate in un percorso storico con la riproduzione delle scenografie originali di Casa Ricordi e dei quadri dell'epoca (da Francesco Hayez a Giovanni Boldini), coi tessuti pregiati del XIX secolo e le musiche immortali, in un ambiente di luci teatrali che accompagnano il visitatore in un percorso di atmosfere romantiche ideato dallo scenografo e regista Pier Luigi Pizzi.
I leggii con i testi realizzati da Philippe Daverio, che accompagna il visitatore anche nell'audioguida, offrono una visione storica dell'epoca, dei fatti e dei personaggi che hanno influenzato Giuseppe Verdi nella creazione delle proprie opere.

### Sale del Museo
- 1. Sala Milano 1840
- 2. Sala Oberto, Conte di San Bonifacio, Un giorno di regno, Nabucco, I Lombardi alla prima crociata
- 3. Sala Nabucco, I Lombardi alla prima crociata, I due Foscari
- 4. Sala Giovanna d'Arco, Ernani
- 5. Sala Attila, I masnadieri, Alzira
- 6. Sala Macbeth
- 7. Sala Il corsaro, La battaglia di Legnano
- 8. Sala Luisa Miller, Stiffelio, Aroldo
- 9. Sala Rigoletto, Il trovatore, La traviata
- 10. Sala I vespri siciliani
- 11. Sala Simon Boccanegra
- 12. Sala Un ballo in maschera
- 13. Sala La forza del destino
- 14. Sala Don Carlo
- 15. Messa di requiem
- 16. Sala Aida
- 17. Sala Otello
- 18. Sala Otello
- 19. Salotto
- 20. Sala Falstaff
- 21. Sala Falstaff
- 22. Foyer

## Vecchio Museo Civico Verdiano
La Villa, sul finire del novecento e fino ai primi anni del 2000, è stata la sede del Museo Civico Verdiano, costituito complessivamente da un corridoio e nove sale:
- I Sala Del Biliardo: contiene un canterano bolognese del settecento, una cassaforte del seicento, alcuni dipinti tra cui Paesaggi di Giuseppe Canella e Incontro tra Paolo III e Carlo V di Giuseppe Valori, delle Ceramiche di Parma e Faenza e una scultura di Sant'Anna e la Vergine.
- II Sala Delle Arti: contiene varie opere tra cui Miracolo di San Nicolò e Autoritratto di Pietro Antonio Balestra e Scena di battaglia  di Ilario Spolverini.
- III Sala: raccoglie le più importanti opere del bussetano Gioacchino Levi: due Ritratti della moglie, Acquarelli di costumi regionali e ritratti dei figli
- IV Sala Dei Giganti: è un salone con soffitto affrescato in cui si possono ammirare La caduta dei Giganti, Ritratto di Orlando Pallavicino e Apollo scortica Marsia del Tintoretto; la sala contiene, inoltre, delle cassapanche del seicento e del settecento dipinte e scolpite.
- V Sala Della Pace: contiene Incontro tra Paolo III e Carlo V (oleografia voluta da Maria Luigia), Cena del Diego Velázquez, Orfeo ed Euridice della scuola del Tintoretto, Paesaggio orientale di Alberto Pasini, due Nature morte di Felice Boselli e l'Albero genealogico della Famiglia Pallavicino.
- VI Sala Della Vittoria: in questa sala sono custoditi l'importante Pergamena del 1543 che attesta che Carlo V elevò Busseto al grado di città e il sigillo in ceralacca del sovrano, inoltre si possono ammirare in una vetrina la maschera, la tabacchiera e le lettere di Ireneo Affò, un busto in gesso e un ritratto dello stesso.
- VII Sala Dell'Abbondanza: contiene alcuni oggetti tra cui dei Portagioie, un Cantonale e un Troumô veneto del settecento.
- Corridoio: contiene alcuni oggetti e dipinti tra cui le Quattro stagioni di Giovan Battista Borghesi, Campagna romana di Knebel, Scrivania veneta impreziosita da cineserie laccate, due vetrinette francesi contenenti porcellane di Sassonia e di Capodimonte del ottocento e sei sedie di Chiavari in legno di bambù dorato.
- VIII Sala Della Giustizia: questa sala contiene parecchi cimeli verdiani tra cui il Pianoforte che Verdi soleva usare, Ritratti, Maschera e Mano in gesso del Maestro e una vetrina contenente lettere e pagine di musica scritte da Verdi.
- IX Sala Dell'Amorino: anche questa sala contiene oggetti legati a Verdi: la Spinetta su cui il Maestro suonò da piccolo, Ritratti di Antonio Barezzi, Margherita Barezzi e Giuseppina Strepponi e una vetrinetta in cui sono custoditi telegrammi e lettere di Giuseppe Verdi.